# Anomala obtusicollis
Anomala obtusicollis är en skalbaggsart som beskrevs av Gilbert John Arrow 1917. Anomala obtusicollis ingår i släktet Anomala och familjen Rutelidae. Inga underarter finns listade i Catalogue of Life.